# Corsica (wijnstreek)

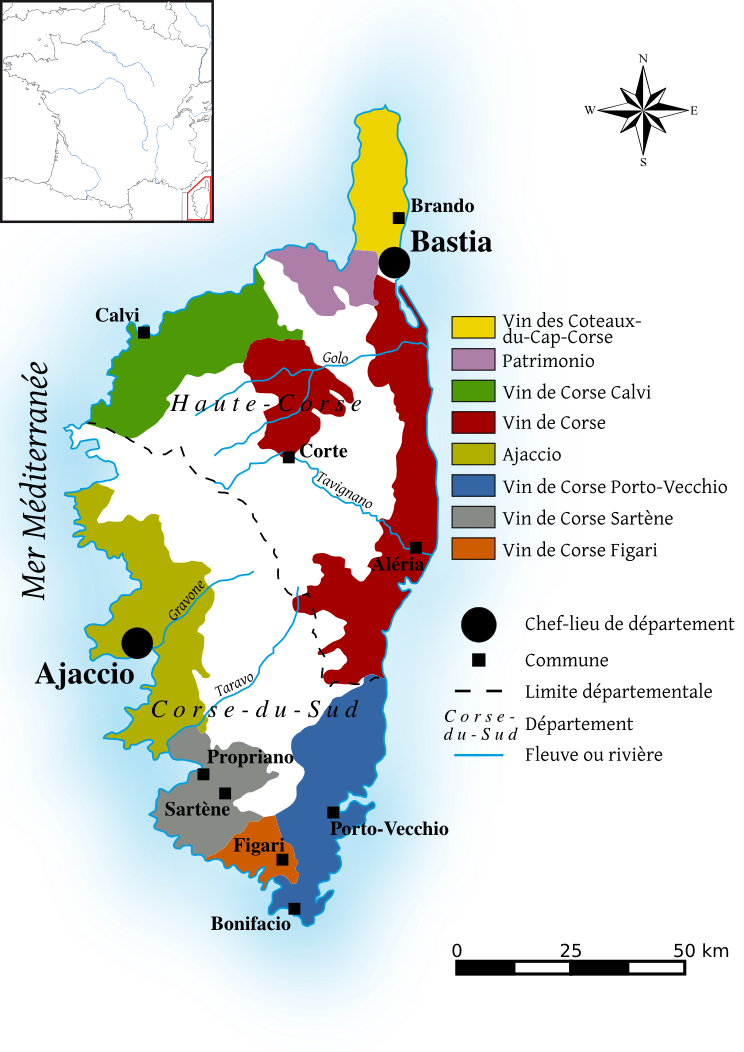
Wijngebieden van Corsica

In Corsica wordt al sinds de oudheid wijn geproduceerd. In de 19e eeuw vonden de meeste Corsicanen werk in de wijnbouw. Door de phylloxera-plaag in 1874 werden de meeste wijngaarden verwoest en vele wijnbouwers emigreerden of schakelden over op andere gewassen. Na de onafhankelijkheid van Algerije vestigden vele Pied noirs zich als wijnboer op Corsica en introduceerden de massaproductie waarin zij in Noord-Afrika gespecialiseerd waren. Dit bezorgde de Corsicaanse wijnen tot 1976 een slechte naam.
De kwaliteit is sindsdien weer veel verbeterd. Corsica heeft een dertigtal eigen druivenrassen, waarvan de bekendste Niellucciu, Sciacarella en Vermentinu zijn. Daarnaast worden de van het Franse vasteland beroemde Chardonnay, Merlot, Cabernet Sauvignon en Pinot noir op Corsica gebruikt.
De wijnbouw vindt vooral in de kustgebieden plaats. Op 7000 hectare wordt per jaar ongeveer 300.000 hectoliter wijn geproduceerd, waarvan 100.000 hl Appellation Controlée en 200.000 hl Vin de Pays. De grootste wijngebieden Patrimonio en Ajaccio hebben een eigen Appellation d'Origine Contrôlée (AOC). Er zijn ook vijf gebieden die hun naam aan de algemene A.O.C. Corse mogen toevoegen: Calvi, Coteaux du Cap Corse, Figari, Porto Vecchio en Sartène. Er is ook nog de AOC Muscat du Cap Corse maar de productie hiervan is gering.